# Heterozetes heleios
Heterozetes heleios är en kvalsterart som beskrevs av Valerie M. Behan-Pelletier 1998. Heterozetes heleios ingår i släktet Heterozetes och familjen Heterozetidae. Inga underarter finns listade i Catalogue of Life.